# 格里尼厄斯维尔
格里尼厄斯维尔（法語：Grigneuseville，法語發音：[ɡʁiɲøzvil]）是法国滨海塞纳省的一个市镇，属于鲁昂区。

## 地理
格里尼厄斯维尔（49°39'13"N, 1°11'22"E）面积7.59 平方千米，位于法国诺曼底大区滨海塞纳省，该省份为法国北部沿海省份，其西部及北部濒大西洋英吉利海峡，东起顺时针与索姆省、瓦兹省、厄尔省和卡爾瓦多斯省接壤。
与格里尼厄斯维尔接壤的市镇（或旧市镇、城区）包括：博蒙勒阿朗、博斯克勒阿尔、布拉克蒂、科泰夫拉尔、拉克里克、埃坦皮。

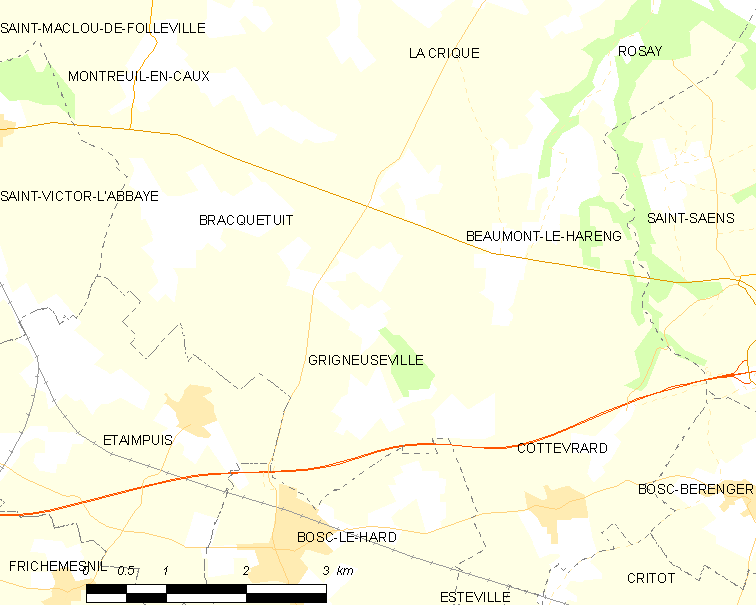
格里尼厄斯维尔的OSM定位图

格里尼厄斯维尔的时区为UTC+01:00、UTC+02:00（夏令时）。

## 行政
格里尼厄斯维尔的邮政编码为76850，INSEE市镇编码为76328。

## 政治
格里尼厄斯维尔所属的省级选区为布赖地区讷沙泰勒县。

## 人口

1962-2008年间格里尼厄斯维尔人口变化图示

格里尼厄斯维尔于2022年1月1日时的人口数量为373人。